# Sadistik Forest
Sadistik Forest ist eine finnische Death-Metal-Band aus Oulu und Sonkajärvi, die 2007 gegründet wurde.

## Geschichte
Die Band wurde im Sommer 2007 von dem Gitarristen Antti Heikkinen, inspiriert durch die Comeback-Auftritte von Possessed, gegründet. Als weitere Mitglieder stießen seine Freunde Jarkko Lahtinen an der E-Gitarre, Vesa Mutka am Schlagzeug und Markus Makkonen am Bass und als Sänger hinzu. Alle Mitglieder hatten bereits zuvor zehn Jahre lang in anderen Bands gespielt. Da Lahtinen jedoch nicht genügend Zeit hatte, um permanent dort aktiv zu sein, verließ er sie schon bald wieder und die Gruppe fuhr als Trio fort. Im Sommer 2009 wurde das Debütalbum unter der Leitung von Samu Männikkö aufgenommen, ehe die Gruppe einen Plattenvertrag bei Violent Journey Records unterzeichnete. Zur Veröffentlichung dieses selbstbetitelten Albums war die Gruppe im August 2010 auf dem Jalometalli Festival zu sehen, wobei hierbei Matti Salo als neuer Gitarrist vertreten war. Danach folgten weitere Konzerte in ganz Europa und 2012 über Violent Journey Records das zweite Album Death, Doom, Radiation. Die Aufnahmen hierzu hatten in den SJEP Studios von August bis November 2011 stattgefunden. Kurz darauf schloss sich 2013 eine Split-Veröffentlichung mit der russischen Band Septory bei dem US-Label Horror Pain Gore Death Productions aus Philadelphia an. 2015 nahm die Band erneut am Jalometalli Festival teil.

## Stil
Luxi Lahtinen von voicesfromthedarkside.de schrieb in seiner Rezension zu Death, Doom, Radiation, dass hierauf klassischer Death Metal zu hören ist. Die Gruppe ähnele dabei anderen jungen finnischen Bands wie Vorum, Krypts und Swallowed, die ebenfalls Death Metal im Old-School-Stil spielen würden. Die Musik sei „heavy“, brutal und aggressiv, der darin enthaltene Gesang sei guttural und kreischend und erinnere an den von Antti Boman von Demilich. Steff von steffmetal.com rezensierte das Album ebenfalls. Sie bezeichnete die Musik ebenfalls als Death Metal, mit heruntergestimmten Instrumenten und Musik im mittleren Geschwindigkeitsbereich, der an Mordicus und frühe Grave erinnere und sich am Stil der 1990er Jahre orientiere.

## Diskografie
- 2010: Sadistik Forest (Album, Violent Journey Records)
- 2012: Death, Doom, Radiation (Album, Violent Journey Records)
- 2013: Septory / Sadistik Forest (Split mit Septory, Horror Pain Gore Death Productions)